# Koldo Gil
Koldo Gil Pérez (Pamplona, 16 gennaio 1978) è un ex ciclista su strada spagnolo, professionista dal 2001 al 2008.

## Carriera
Passato professionista con la iBanesto.com nel 2001, ottiene subito un successo di tappa alla Vuelta a La Rioja. Dopo l'abbandono della Banesto dal ciclismo si trasferisce alla ONCE, poi rinominata in Liberty Seguros, ottenendo il successo più significativo della sua carriera, la settima tappa del Giro d'Italia 2005 dopo una lunga fuga.
All'inizio del 2006 viene ingaggiato dalla Saunier Duval-Prodir: anche qui si mette in luce come buon scalatore ottenendo risultati di rilievo quali il secondo posto al Giro di Svizzera 2006 e la vittoria alla Euskal Bizikleta dello stesso anno.
Nel corso del 2007 viene indagato nell'indagine sul doping denominata Operación Puerto, riuscendo comunque ad uscirne indenne.

## Palmarès
- 2000 (Banesto)

4ª tappa Vuelta Ciclista a Navarra (Estella > Bera)
- 2002 (iBanesto.com, una vittoria)

3ª tappa Vuelta a La Rioja (Haro > Logroño)
- 2004 (Liberty Seguros, una vittoria)

Classifica generale Vuelta a Castilla y León
- 2005 (Liberty Seguros, due vittorie)

7ª tappa Giro d'Italia (Grosseto > Pistoia)
Classifica generale Vuelta a Murcia
- 2006 (Saunier Duval, quattro vittorie)

1ª tappa Euskal Bizikleta (Eibar > Arrigorriaga)
4ª tappa 2ª semitappa Euskal Bizikleta (Agurain > Agurain, cronometro)
Classifica generale Euskal Bizikleta
6ª tappa Tour de Suisse (Fiesch > La Punt)
- 2007 (Saunier Duval, due vittorie)

Classifica generale Vuelta a Asturias
Subida al Naranco
- 2008 (Liberty Seguros, una vittoria)

3ª tappa Troféu Joaquim Agostinho (Sobral de Monteagraço > Alto de Montejunto)

### Altri successi
- 1998 (Banesto)

Premio Elorrio
- 1999 (Banesto)

Gran Premio Txakain
3ª tappa Vuelta a Palencia (Aguilar de Campóo > Alto Golobar)
Classifica generale Vuelta a Palencia
- 2000 (Banesto)

Premio San Prudencio
Classifica generale Vuelta a Bidasoa
Classifica scalatori Vuelta a Bidasoa
San Roman Saria
Premio Abarzuza
- 2003 (O.N.C.E. - Eroski)

Classifica scalatori Vuelta a Asturias
- 2005 (Liberty Seguros)

Classifica scalatori Vuelta a Murcia
Classifica combinata Vuelta a Murcia

## Piazzamenti

### Grandi Giri
- Giro d'Italia

2005: ritirato (16ª tappa)
- Vuelta a España

2004: 61º

### Classiche monumento
- Liegi-Bastogne-Liegi

2002: 83º
2004: 125º
2006: ritirato